# Martinisme

Segell martinista

El martinisme és una doctrina esotèrica fundada a París per Gérard Encausse Papus i Augustin Chaboseau l'any 1891, amb l'objectiu de transmetre els coneixements de Martínez de Pasqually. A la mort de Papus en 1816 l'orde es va fragmentar i la major part dels seguidors va seguir Henri-Charles Détré, Teder i a la mort d'aquest Jean Bricaud, que van dur la seu a Lió i van impedir la formació d'una federació internacional de societats ocultistes amb els Rosa-Creu dels Estats Units. Victor Blanchard va dirigir l'altra branca, favorable a la federació, i Augustin Chaboseau i Victor-Émile Michelet l'Ordre Martiniste Traditionnel, que es va federar amb els Rosa-Creu el 1946.